# Myxobolus spinacurvatura
Myxobolus spinacurvatura is een microscopische parasiet uit de familie Myxobolidae. Myxobolus spinacurvatura werd in 1990 beschreven door Maeno, Sorimachi, Ogawa & Egusa. 